# Александровка (Табунський район)
Алекса́ндровка (рос. Александровка) — село (в минулому селище) у складі Табунського району Алтайського краю, Росія. Входить до складу Алтайської сільської ради.

## Населення
Населення — 215 осіб (2010; 278 у 2002).
Національний склад (станом на 2002 рік):
- росіяни — 78 %